# Charbonnières-les-Vieilles
Charbonnières-les-Vieilles è un comune francese di 969 abitanti situato nel dipartimento del Puy-de-Dôme nella regione dell'Alvernia-Rodano-Alpi.

## Società

### Evoluzione demografica
Abitanti censiti